# Distritos del Bajo Rin
Los Distritos del Bajo Rin (en fr. Arrondissements du Bas-Rhin), son subdivisiones del departamento del Bajo Rin (Bas-Rhin) administradas por un delegado del gobernador civil del departamento (en fr. sous-préfet).
Desde 1974, el departamento cuenta con 5 distritos:

Mapa de los cinco distritos del Bajo Rin:
Distrito de Haguenau-Wissembourg
Distrito de Molsheim
Distrito de Saverne
Distrito de Sélestat-Erstein
Distrito de Estrasburgo

- Datos: Q2750213
- Multimedia: Arrondissements of Bas-Rhin / Q2750213